# Arberien
Arberien (på albanska Arbëria; grekiska: Arbanon; italienska: Principado de Arberia) var ett albanskt principat mellan åren 1190 och 1255. Under en period var det en del av bland annat Serbien. Det är en gammal albansk benämning på landet Albanien. Begrepeppet arber omnämns första gången i osmanska dokument. Huvudstad i Arberien var Kruja.